# Blanka Valois
Blanka Valois (francuski Blanche; 1317. – 1. kolovoza 1348.) bila je francuska plemkinja i članica kuće Valois. Krštena kao Margareta (francuski Marguerite), Blanka je brakom bila kraljica Njemačke i Češke, postavši supruga kralja Karla.

## Biografija
Rođena 1317. god., Blanka je bila najmlađa kći Karla, grofa Valoisa i Matilde Châtillonske. Blanka je bila polusestra Filipa VI., „onog kojem se posrećilo“, a koji je došao na francuski tron uslijed krize nasljeđivanja. Blanka je odrasla na dvoru svoga bratića Karla IV. Francuskog, koji je bio sinovac Blankinoga oca te je provodila mnogo vremena s Karlovom suprugom Marijom.
Godine 1323., Blanka je zaručena za Karla, najstarijeg sina Ivana Češkog. Par se vjenčao u Pragu 1329. godine. Blanka je naučila češki i njemački. Karlo je postao kralj Njemačke te je Blanka bila kraljica; međutim, Blanka je umrla nakon kratke bolesti, 1. kolovoza 1348., u dobi od 32 godine. Smrt je bila „udarac“ Karlu, koji nije imao muškog nasljednika. Sedam godina nakon Blankine smrti, Karlo je postao car.

## Djeca
Blankine i Karlove kćeri:
- Margareta Češka, ugarska kraljica (umrla 1349.)
- Katarina Češka[1] (umrla 26. travnja 1395.)

## Asteroid
- 100732 Blankavalois